# Blutmilchpilz
Der Blutmilchpilz (Lycogala epidendrum) ist ein Protist aus der Klasse der Schleimpilze.

## Beschreibung

Junge Sporen aus der „Blutmilch“ des Fruchtkörpers, gefärbt mit Baumwollblau

Der in seiner Gestalt kleinen Stäublingen oder Bovisten ähnelnde Fruchtkörper (Aethalium) des Blutmilchpilzes ist ungestielt, kugelförmig oder polsterförmig mit einem Durchmesser von 3 bis 15 mm. Er steht einzeln oder in dichten Gruppen. Seine Außenhaut (Cortex) ist schalenartig dünn und leicht warzig. Der Fruchtkörper ist anfangs weich und hellrosa, später wird er rötlichgrau, dann gelbbraun bis schwärzlich. Zur Reife platzt er ungleichmäßig auf und gibt den Sporenstaub frei. Die kugelförmigen Sporen sind 6 bis 7,5 Mikrometer breit, anfangs rosagrau, später blass ocker. Ihre Oberfläche ist netzartig.
Das Pseudocapillitium besteht aus verzweigt-anastomos gewachsenen, langen, abgeflachten Röhren, die deutliche Querfalten aufweisen. Die Hauptäste haben am Ansatz einen Durchmesser von 12 bis 25 Mikrometer, die Nebenäste einen von 6 bis 12. Die zahlreichen unverwachsenen Enden sind stumpf oder keulenförmig. Das Plasmodium ist korallenrot.

## Vorkommen
Der Blutmilchpilz ist weltweit verbreitet. Er ist häufig und wächst von Mai bis Oktober auf Baumstümpfen und liegenden Stämmen.

## Nachweise
1. 1 2  Mirko Svrček: Der große Pilzführer - Die Pilze Mitteleuropas, 1997, ISBN 38112-1424-1, S. 48
2. 1 2  George Willard Martin: Fungi, Myxomycetes, Ceratiomyxales, Liceales, Trichiales, Stemonitales, Physarales In: North American Flora, Bd. 1, Teil 1, New York Botanical Garden, 1949, S. 20–21